# Maj Berglund
Maj Hjördis Berglund, född Larsson 11 maj 1927 i Örebro Nikolai församling, död 21 oktober 2011 i Bollnäs, var en svensk överläkare i psykiatri.
Berglund, som var dotter till hypoteksombudsman Arvid Leander Larsson och Sissi Johansson, blev efter studentexamen i Örebro 1944 medicine kandidat vid Uppsala universitet 1948 och medicine licentiat där 1953. Hon var vikarierande förste underläkare på Beckomberga sjukhus 1951 och 1952, vikarierande tjänsteläkare 1951–1953, vikarierande läkare på Sankt Olofs sjukhus 1954, på Sidsjöns sjukhus 1955, vikarierande förste underläkare vid medicinska avdelningen i Piteå 1955–1956, vikarierande poliklinikläkare vid psykiatriska polikliniken på Södersjukhuset 1956–1957, underläkare vid psykiatriska avdelningen i Vänersborg 1957–1958, förste underläkare vid psykiatriska avdelningen i Eskilstuna 1958–1962, vid psykiatriska avdelningen i Umeå 1963–1964 och överläkare vid psykiatriska kliniken II på Bollnäs sjukhus från 1964.
Som läkare var hon känd för illustration av patienternas egna konst och handarbeten som ett komplement för sjukdomsdiagnostik. Berglund skrev boken Den annorlunda bilderboken – en dokumentation från Hälsinge sjukhus som kom ut 1998.